# М'ята блошина
М'я́та блоши́на (Mentha pulegium L.) — багаторічна трав'яниста рослина роду м'ята родини глухокропивових.

## Народні назви

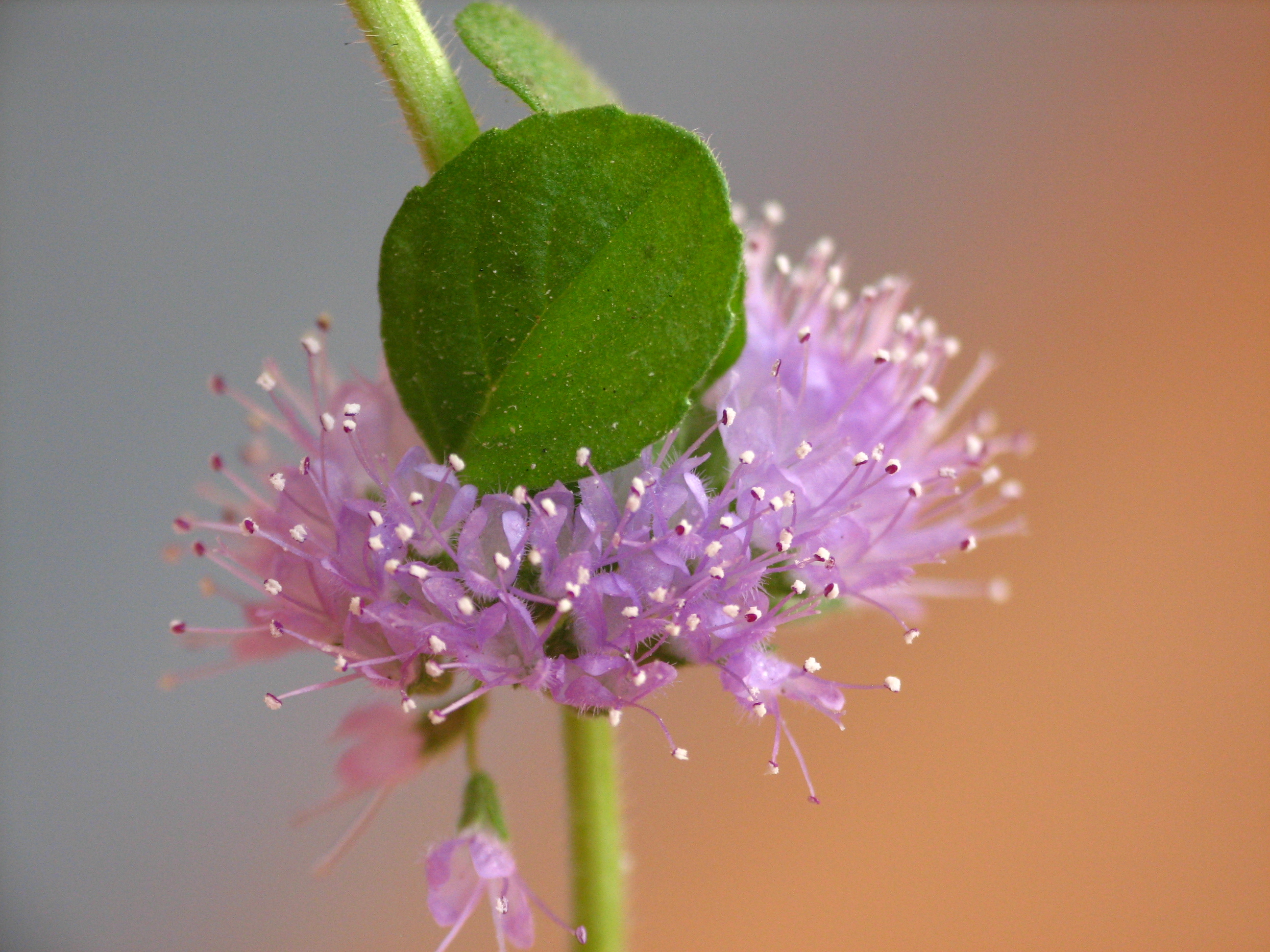

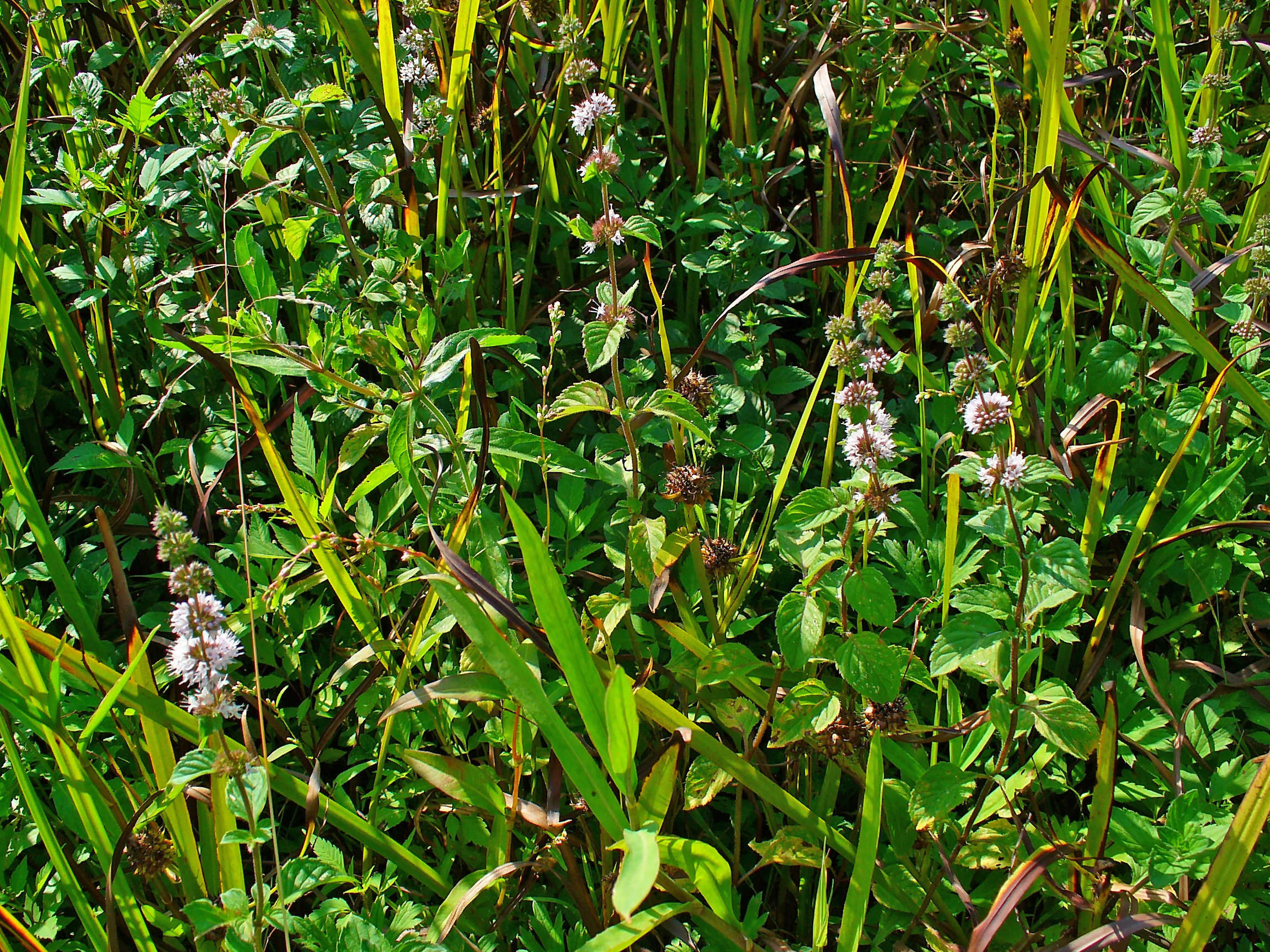

Полій, шандра.

## Морфологічна характеристика
Багаторічна рослина. Стебло висотою 20–60 см, розгалужене, розсіяно-волосисте. Листя черешкові, еліптичні, або подовжено-яйцеподібні, листова пластина по краю тупо зарубчато-пилчаста, в основі клиноподібна. Квіти зібрані в густі, майже кульоподібні кільця; чашечка з трикутними зубцями верхньої губи і майже шилоподібними — нижньої губи, вінчик рожево-ліловий з білою трубочкою. Плоди яйцеподібні, бурі, блискучі, дрібно сітчасто-ямчасті горішки. Цвіте у липні — серпні. Плоди дозрівають у серпні — вересні.

## Екологія
Зростає в заплавних луках, по берегах річок.

## Поширення
- Африка
  - Макаронезія: Азорські острови, Мадейра, Канарські острови
  - Північна Африка: Алжир, Єгипет, Лівія, Марокко, Туніс
- Азія
  - Західна Азія: Кіпр, Іран, Ізраїль, Ліван, Сирія, Туреччина
  - Кавказ: Вірменія, Азербайджан, Грузія, Росія — Передкавказзя
  - Середня Азія: Туркменістан
- Європа
  - Північна Європа: Ірландія, Сполучене Королівство
  - Середня Європа: Австрія, Бельгія, Чехія, Словаччина, Угорщина, Німеччина, Нідерланди, Польща, Швейцарія
  - Східна Європа: Молдова, Україна
  - Південно-Східна Європа: Албанія, Болгарія, колишня Югославія, Греція (включно з Критом), Італія (включно з Сардинією, Сицилією); Румунія
  - Південно-Західна Європа: Франція (включно з Корсикою), Португалія, Іспанія (включно з Балеарськими островами)

В Україні зустрічається спорадично у західних областях та на півдні Криму.
Культивується та натуралізована майже повсякмісно.

## Хімічний склад
Листя містять ефірну олію (сухі — до 2%), у складі якої до 90% пулегона, ментол, ментон.

## Використання
Ефірну олію застосовують у парфюмерній, консервній та кондитерській промисловості, для ароматизації напоїв, чаю, оцту. В народній медицині надземну частину вживали як ранозагоювальний і антисептичний засіб, а також при коклюші, бронхіальній астмі, істерії.